# 白云路街道
白云路街道，是中华人民共和国内蒙古自治区包头市昆都仑区下辖的一个乡镇级行政单位。

## 行政区划
白云路街道下辖以下地区：
第五社区、第一社区、第二社区、第三社区、第四社区和第六社区。